# Claudi Màxim
Claudi Màxim (en llatí Claudius Maximus) va ser un filòsof estoic romà que va viure a l'època dels Antonins, al segle ii.
Juli Capitolí el menciona com un dels preceptors de l'emperador Marc Aureli, i tanmateix també l'esmenta a De Rebus suis on diu que va ser Marc Aureli qui li va donar el títol de "Màxim". Estava casat amb Secunda. Va morir aproximadament l'any 180.
Se l'ha identificat amb el Claudi Màxim que era procònsol, a Bitínia segons Fabricius, però més probablement a Àfrica. També amb un Màxim que va ser cònsol l'any 144. Altres l'han volgut identificar amb Màxim de Tir, però no seria possible, ja que Claudi Màxim era un estoic, i Màxim de Tir platònic. Totes les identificacions proposades són incertes.